# نقد ادبی
نقدِ ادبی یا سخن‌سنجی دانشی برای بررسی ویژگی‌ها و تفسیر نقاط قوت و ضعف یک اثر ادبی و تحلیل و ارزیابی آن در کنار تشریح جوانب پیچیدهٔ آثار ادبی و روشی برای سنجش اعتبار و مقام آن‌ها است. به کسی که نقد ادبی می‌داند، مُنتقد ادبی می‌گویند.
نقد ادبی به معنای مطالعه، بحث، ارزیابی و تفسیر محصولات ادبی است. نقد ادبی می‌تواند به شکل یک گفتمان نظری بر اساس نظریه ادبی باشد یا بحث مفصل تری که حالت گزارش گونه در باب یک اثر ادبی داشته باشد. این نوشته‌های گزارش گونه اغلب در قالب نوشته‌های روزنامه‌نگاری یا یادداشت‌هایی در زمان پدیدار شدن آثار ادبی رخ می‌نماید و در مواردی با قضاوت‌هایی یا اظهار نظرهایی در مورد خوب بودن یا نبودن، ارزشمند بودن یا نبودن اثر ادبی همراه است.

## تاریخ کهن نقد
دیون در مبحث ۵۳ خود می‌گوید ارسطو را باید نقطه آغاز نقد ادبی دانست. و بر این اساس تاریخ این پدیده دست کم تا سده چهارم پیش از میلاد به عقب می‌نشیند. ارسطو در بوطیقا در مورد بسیاری از آثار هنری دوران صحبت می‌کند و مفاهیم محاکات و کاتارسیس را مطرح می‌کند که امروزه نیز در نقد اهمیت بسیاری دارند. افلاطون در همان دوران به شعر حمله می‌کند و آن را هنری دست دوم، تقلیدی و نادرست می‌داند. بهاراتا مونی در همین دوران در ناتیا شسترا در مورد نمایش‌های سانسکریت و ادبیات کهن هند اظهار نظر می‌کند. فلسین مارسو معتقد است استقبال (پاستیش) بهترین نوع نقد ادبی است و با توجه به اهمیتی که گذشتگان به تقلید می‌دادند این نظر غریبی نیست.
سنت تفسیری مرسوم در ادیان ابراهیمی در سده‌های میانه را می‌توان از عناصر شکل دهنده مطالعات نقد ادبی دانست. از سده نهم میلادی نیز در ادبیات عربی آثاری برای نخستین بار مشخصاً در زمینه نقد نگاشته شده‌است که از این میان می‌توان نخست کتاب الحیوان و دوم کتاب البیان و التبیین نوشته جاحظ و کتاب البدیع نوشته عبدالله ابن المعتز را نام برد.
نقد ادبی در دوران مدرن بیشتر به سمت نظریه ادبی به معنای بحث و بررسی فلسفی در مورد ادبیات و موضوعات آن پیش رفته‌است. ارتباط این دو یعنی نظریه ادبی و نقد را می‌توان هم‌ارز دانست ولی هرگز همنهشت یا متباین نیستند. این موضوع البته جای مناقشه دارد. از جمله جان هاپکینز اصرار دارد نظریه ادبی و نقد ادبی فرقی با هم ندارند. عده‌ای نیز معتقدند نقد ادبی به معنای کاربرد عملی نظریه ادبی است.

## نقد غربی در دوران متاخر
در سال‌های باززایی مفاهیمی چون یگانگی فرم و محتوی در ادبیات کلاسیک مطرح شد که از چشمگیرترین دستمایه‌های نقد است. بازیابی و بازخوانی متون قدیمی از جمله ترجمه بوتیقای ارسطو در سال ۱۴۹۸ به زبان لاتین به دست جورجو والا یکی از مهم‌ترین دلایل شکل‌گیری این گفتمان در آن دوران بود. شاید بتوان گفت لودویکو کاستلوترو یکی از اثرگذارترین منتقدان دوران باززایی است که در سال ۱۷۵۰ باب بحث در مورد کتاب ارسطو را باز می‌کند. اندیشه حاکم در این دوران به این ترتیب است که ادبیات را صاحب سهم اصلی در بنای فرهنگ می‌دانند و شاعر و نویسنده حافظ سنت عظیم تاریخی آن جامعه زبانی تلقی می‌شود.
در سده نوزدهم ضمن رمانتیسم انگلیسی ایده‌های تازه‌ای در زیباشناسی مطرح شد که به شکل‌گیری ماده نقد بی ربط نبود. این گروه معتقد بودند موضوعی که در ادبیات پرداخته می‌شود ضرورتاً نباید شرافتمندانه، زیبا و اصیل باشد بلکه صرف پرداختن ادبی به هر موضوعی می‌تواند آن را تا این سطح بالا ببرد. با سرایت رمانتیسم به آلمان ایده ذوق (Witz) مطرح شد که قریحه ادبی هنرمند را برتر از هر عنصر دیگری می‌داند که در شکل‌گیری اثر ادبی مطرح است. کار به جایی رسید که در این دوران شهرت برخی کسان چون متیو آرنولد با این که متون ادبی هم تولید کرده‌اند بیشتر به جهت نظراتی است که در مورد ادبیات داده‌اند.
در سده بیستم پیدایش فرمالیسم روسی و نقد نوی آمریکایی-انگلیسی باعث تحول عظیمی در موجودیت نقد در جهان شد و آن این که دغدغه اصلی نقد را از دو مسئله کشف نیت نویسنده و پاسخ خواننده به اثر ادبی دور کرد و پالود حال آن که تا پیش از آن این دو مسئله اصلی‌ترین ره آورد بررسی‌های منتقدان ادبی بودند. با وجود این که مدت‌ها از افول این دو مکتب جهانی می‌گذرد، هنوز توجهی که به خوانش دقیق متن داشتند و اهمیتی که به کشف کیفیات خود واژگان می‌دادند در خاطر منتقدان مانده و به نظر نمی‌رسد به مرور زمان کهنه شود.

## فرای
در سال ۱۹۵۷ نورتروپ فرای در کتابی به نام آناتومی نقد به این مسئله مهم اشاره می‌کند که منتقدان بر اساس ایدئولوژی خود به موضوعات مختلف در آثار ادبی نظر می‌کنند و نظام اعتقادی آنان در این مسیر نقش کلیدی دارد. از کسانی که این اندیشه را بسط داده‌اند می‌توان مایکل جونز را نام برد که در کتاب مدرن‌های فاسد (Degenerate Moderns) می‌گوید استنلی فیش به جهت زندگی فعال جنسی که خود داشته‌است از ادبیات کلاسیک که با آزادی‌های جنسی مخالف است به تندی انتقاد می‌کند.